# Richard Kaan
Richard Kaan (bis 1919 Kaan Edler von Distelfingen) (* 23. Dezember 1897 in Wien; † 15. Jänner 1969 in Oberaich) war ein österreichischer Politiker (ÖVP).
Kaan war ein Neffe des steirischen Landeshauptmannes Wilhelm Kaan; wie sein Onkel war auch Richard Kaan Rechtsanwalt in Graz.
Am 10. Juni 1938 beantragte er die Aufnahme in die NSDAP und wurde rückwirkend zum 1. Mai desselben Jahres aufgenommen (Mitgliedsnummer 6.349.471), was auf eine Tätigkeit als „Illegaler“ schließen lässt. Nach dem Zweiten Weltkrieg gehörte er dem nationalliberalen Lager an und vertrat die Steirische Volkspartei von 1949 bis zu seinem Tod im Steiermärkischen Landtag. Ab 1964 war er Zweiter Präsident des Landtages, ab 7. April 1965 fungierte er als Erster Landtagspräsident.
Er kam 1969 bei einem Autounfall nahe Bruck an der Mur ums Leben, auf derselben Strecke, auf der 1975 auch ÖVP-Obmann Karl Schleinzer tödlich verunglückte.